# Паровая зубчатая железная дорога Фурка
Паровая зубчатая железная дорога Фурка(нем. Dampfbahn Furka-Bergstrecke, DFB) — это узкоколейная музейная железная дорога, которая функционирует частично с зубчатой передачей, на линии через перевал Фурка, между Реальпом в Ури и Обервальдом в Вале. Является некоммерческой корпорацией; сотрудники железной дороги почти исключительно — волонтёры, которые работают бесплатно. Высшая точка линии — 2160 м над уровнем моря. Это старый горный участок Фурка-Оберальп-бан (FO), который был заброшен после строительства базисного туннеля Фурка в 1982 году. Он был постепенно возвращён в строй с использованием только паровозов, вся линия завершена в 2010 году. Железная дорога Фурка является вторым по высоте железнодорожным перевалом в Европе, после железной дороги через перевал Бернина.

## География
Отправной точкой маршрута является село Реальп (1,538 м над уровнем моря) в кантоне Ури. Оттуда линия следует вдоль реки Ройс запад. Зубчатый участок поднимается через станцию Тифенбах (1,846 м над уровнем моря) до высочайшей точки на станции Фурка (2,160 м над уровнем моря.) Перевал перевал проходится через туннель длинной 1,874 м без зубчатого рельса. На западном портале тоннеля находится станция Muttbach-Бельведер (2,118 м над уровнем моря), откуда вниз идёт зубчатый участок через Gletsch (1,757 м над уровнем моря) до Обервальда (1,366 м над уровнем моря. М.) в кантоне Вале. Весь маршрут имеет длину 18 км. Самые высокие уклоны — 117 ‰ на зубчатых участках, 35 ‰ — на обычных.

## История железной дороги
Строительство железной дороги на перевал Фурка Бриг-Фурка-Дизентис началось в 1911 году, и в 1915 году из-за начала Первой мировой войны столкнулось с набором соответствующих финансовых, технических и кадровых проблем. После банкротства BFD в 1923 году строительные работы в 1924 году были возобновлены вновь созданной железной дорогой Фурка-Оберальп (FO) при активной поддержке двух соседних железных дорог: Ретийской железной дороги (RhB) и железной дороги Фисп-Церматт (VZ позже Бриг-Фисп-Церматт, BVZ) и маршрут был открыт в 1925 году. В 1942 году линия была электрифицирована.
Первоначально планировалось, демонтировать маршрут, но потом он был остановлен для железнодорожных энтузиастов, в 1983 году была создана ассоциация Furka и в 1985 года Dampfbahn Furka-Bergstrecke AG основана как компания-оператор.
Линия была всегда тяжелой в эксплуатации для FO, так как её большая высота делала её непроходимой из-за снега и льда на протяжении большей части зимнего сезона, поэтому в 1982 году был построен базисный туннель Фурка, а линия была заброшена. Это остаётся головной болью для DFB, так как каждый год, она должна быть закрыта и затем вновь открыта — дорогостоящий процесс, который включает в себя удаление и возвращение специального складного переносного моста, который иначе будет повреждаться снегом каждый год. Все туннельные порталы закрываются воротами.
Восстановление линии также не обошлось без новых трудностей. Для пересечения оживленной главной дороги по зубчатой секции, зубчатый рельс над дорогой сделали выдвижным, управляемым по радио с локомотивов. Другой участок, проходящий через лесной заповедник, должен был быть оснащен спринклерной системой пожаротушения, которая работает до и после прохода поезда, тоже приводимый в действие с помощью радиостанции на борту. Реле позволяют системе включаться поэтапно вверх или вниз по перегону в соответствии с направлением движения поезда, для экономии воды, которая подается путём естественного водоснабжения от вершины линии.

## Работа
В 1992 году движение на участке Реальп — Тифенбах было возобновлено, спустя год — до станции Фурка (до тоннеля). После реконструкции тоннеля, станции Gletsch и переезда на Muttbach, в 2000 году движение по трассе Реальп — Gletsch было открыто. 12 августа 2010 года, последний перегон между был Gletsch и Обервальдом вернулся обратно в эксплуатацию. Кроме того, продолжаются работы по техническому обслуживанию, расширению депо в Реальпе и развитие систем безопасности.
В 2011 году был представлен под названием «Классический экспресс Швейцарских Альп» в первый раз с 1981 года классический Ледниковый Экспресс с историческим подвижным составом из Санкт-Морица в Церматт (или наоборот), идущий через перевал. Общее время в пути было около 14 часов в каждую сторону, и поэтому очень неблагоприятные время отправления и прибытия привели к очень низкому спросу, так что проект не был реализован. В 2012 году исторические пассажирские поезда тепловозной тягой также были запущены между Обервальдом и Gletsch.
Железнодорожная компания принадлежит федеральной концессии и, таким образом, находится под наблюдением Федерального ведомства транспорта. Эксплуатация и техническое обслуживание железнодорожных путей, подвижного состава, а также деятельность по управлению осуществляются почти исключительно добровольцами, которые работают бесплатно в свободное время.

## Подвижной состав

### Локомотивы

#### Паровозы
- HG 2/3 6 Weisshorn (1902) SLM 1410 — ранее ж/д Висп-Церматт, дарение
- HG 2/3 7 Breithorn (1906) SLM 1725 — ранее ж/д Висп-Церматт, кредит
- HG 3/4 1 Furkahorn (1913) SLM 2315 — ранее ж/д Бриг-Фурка-Дизентис, куплен во Вьетнаме
- HG 3/4 4 (1913) SLM 2318 — ранее ж/д Бриг-Фурка-Дизентис, дарение
- HG 3/4 9 Gletschhorn (1914) SLM 2419 -

Первый паровоз — HG 2/3 № 6 «Weisshorn», был построен в 1902 году для железной дороги Висп-Церматт. С 1941 года работал на химическом заводе в Куре, в качестве рабочего локомотива. В 1965 году был выведен из эксплуатации и помещен на пьедестале перед школой в Куре. В 1988 году он был подарен DFB школьниками Кура, с обязательством взять локомотив обратно в эксплуатацию. После капитального ремонта он в 1990 году введен в эксплуатацию. Первоначально использовался главным образом в строительных услугах, теперь снова возит пассажирские поезда по мере необходимости.
Четыре из десяти первоначально построенных в 1912—1913 годах Винтертуре паровозов HG 3/4 железной дороги Furka-Oberalp после электрификации линии в 1947 году были проданы во Вьетнам, где с 1970-х были поставлены в депо и сгнили. В 1990 году два полных локомотива и полезные части двух других были возвращены в Швейцарию. В 1993 году, два HG 3/4 снова введены в эксплуатацию после капитального ремонта.
Два локомотива HG 4/4 (№. 704 и 708) в настоящее время реставрируются. Эти работы (новые пожарные системы, новый котёл) являются очень сложными, поэтому начало движения не планируется до 2016 года.

#### Тепловозы
Локомотивы с двигателями внутреннего сгорания поддерживаются внутренней организацией «Дизель Crew». Следующие локомотивы в эксплуатации:
- HGm 2/2 51 (1987) DFB
- Tmh 2/2 985 (1963) RACO, ранее SBB
- Tmh 2/2 986 (1963) RACO, ранее SBB
- Tm 2/2 506 (1953) Asper,
- Tm 2/2 91 (1959) RACO, ранее RhB
- Tm 2/2 92 (1959) RACO, ранее RhB
- Tm 2/2 68 (1948) RACO, ранее RhB
- Xmh 1/2 4961 (1945), ранее FO
- Xmp, ранее RhB

#### Электровозы
- BDeh 2/4 41[6](1941) SLM / BBC- ранее Schöllenenbahn (SCHB)
- HGe 4/4 I 16 (1936) SLM / BBC — ранее BVZ

В рамках «концепции 2020» — использование BDeh 2/4, а затем, возможно, HGE 4/4 снабжённых генератором автомобиля, на участке Обервальд-Gletsch из-за риска лесных пожаров.

### Снегоочистители
- X rotd R 12 (1913) SLM 2399 — первоначально Ретийская железная дорога (RhB), обмен с Х rotd 14 Blonay-Chamby
- X rote (1940) SLM / MFO / SIG — первоначально Фурка-Оберальп (FO)